# 青树镇
青树镇，是中华人民共和国陕西省汉中市南郑区下辖的一个乡镇级行政单位。

## 行政区划
青树镇下辖以下地区：
青树子村、石桥沟村、五道岭村、汉山村、鞍子磅村、查家沟村、潘家沟村、柳树沟村、高村、沙河村、新店子村、方家庵村、七里村、土门村、平桥村、黄龙村、汪家坝村、马鞍山村、土地垭村、钟宝寨村、双联村和冉家营村。